# 8 Pułk Piechoty (III Rzesza)

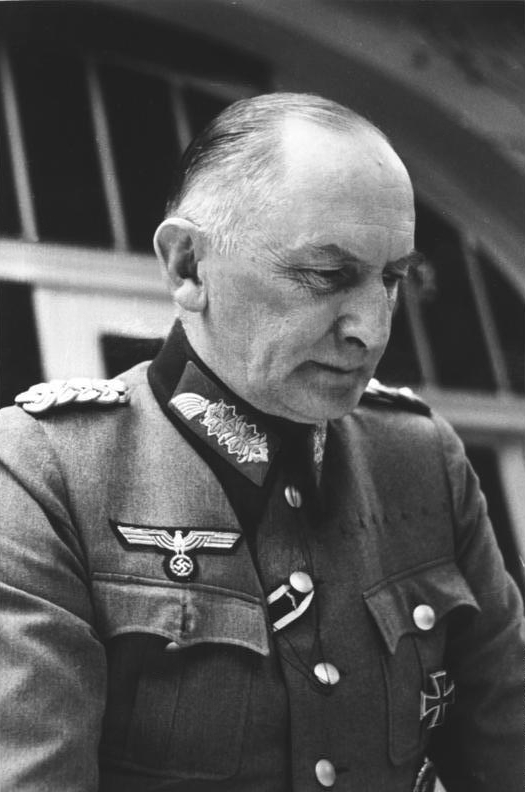
Erwin von Witzleben

8 Pułk Piechoty (niem. Infanterie-Regiment 8, IR 8) − jeden z niemieckich pułków piechoty okresu Republiki Weimarskiej i III Rzeszy. Stacjonował we Frankfurcie nad Odrą w III Okręgu Wojskowym.

## Dowódcy pułku
- 1922 − Oberst Ernst Freiherr von Forstner (formowanie)
- 1922–1925 − Generalmajor Friedrich Freiherr von Esebeck
- 1925–1926 − Oberst Otto Steffen
- 1926–1928 − Generalmajor Max von Schenckendorff
- 1929–1931 − Generalmajor Hans Petri
- 1931–1933 − Oberst Erwin von Witzleben
- 1933–1934 − Oberst Hugo Sperrle
- 1934–1938 − Generalmajor Walther Graf von Brockdorff–Ahlefeldt
- 1938–1941 − Oberst Heinrich Wosch
- 1941 − Oberst Wolfgang von Holwede
- 1941–1942 − Oberst Walter Denkert